# Tungevaag & Raaban
Tungevaag & Raaban is een producer- en dj-duo bestaande uit de Noorse dj Martin Tungevaag uit Stadlandet en de Zweedse dj Robbin Söderlund (alias Raaban) uit Borås. Beide dj's waren voor het ontstaan van het duo in 2015 al enige jaren los van elkaar actief in de muziekwereld.

## Carrière
In oktober 2014 bracht Tungevaag als solo-artiest het nummer Samsara uit, met vocalen van de Noorse zangeres Emila. Het nummer kwam tot de tweede positie in de Noorse VG-lista. In februari 2015 werd een nieuwe versie van Samsara uitgebracht, ditmaal als collaboratie tussen Tungevaag en Raaban. Deze nieuwe versie behaalde hitnoteringen in onder andere Finland, Duitsland en Oostenrijk. Een volgende single, Russian Roulette wist net als Samsara de eerste plaats in de Finse hitlijst te bemachtigen. Ook in andere Scandinavische landen werd dit een grote hit. In 2016 scoort het duo weer een grote hit in Scandinavië met Beast, een samenwerking met Finse zanger Isac Elliot.